# Fu Zi (biljni lek)
Fu Zi,  je biljni lek koji se koristi u tradicionalnoj kineskoj medicini, a dobija se iz biljke  Aconitum carmichaelii Debx  (poznate i kao kineski akonit  eng. Chinese  aconite) koja se široko uzgaja  u Jiandžiou, u provinciji Sičuan, Kina.   Jedan je od najčešće korištenih kineskih tradicionalnih biljanih lekova i navedenih  u kineskoj farmakopeji. Koristi se za lečenje različitih stanja i reumatizma. Međutim, visoki rizici toksičnosti biljke Aconitum carmichaelii Debx leku Fu Zi sužavaju terapeutski raspon i ograničavaju  širu medicinsku primenu leka zbog otrovnih alkaloida aconitina koji se u njemu nalazi, i zahtevaju  prethodnu primenu postupaka za smanjenje ili uklanjanju toksičnosti povezane sa biljkom Aconitum carmichaelii Debx, za koju je dokazano da tokom procesa rasta, ona u zemlju oslobađa veliku količinu alelohemikalija, koje usporavaju rast i razvoj susednih i kasnih useva.  Rezultati naučnih istraživanja dobijeni na miševima, pokazuju da prerađeni Fu Zi kao lek, nije toksičan, i da ima analgetičke efekte u velikom terapijskom intervalu, verovatno putem mehanizma koji uključuje centralne opioidne receptore koji posreduju u antinocicepciji.

## Opšta razmatranja
Biljke koje se uobičajeno koriste u tradicionalnoj kineskoj medicini često se promovišu kao prirodne i stoga bezopasne. Ova procena se zasniva na njihovoj upotrebi u lečenju bolesti tokom više vekova.   Međutim, bilo je povremenih nekoliko izveštaja o neželjenim reakcijama povezanim sa upotrebom biljaka., kao što je Aconitum carmichaelii, poznatiji kao kineski akonit. Isti slučaj kao i kod  zapadnih biljnih lekova, neke biljke koje se koriste u TKM su otrovne i moraju se koristiti sa oprezom. Generalno, biljnom intoksikacijom je teže upravljati zbog neadekvatnog znanja o bezbednosti i efikasnosti kineskog leka. Na primer, u slučaju Tajvana, zabeleženo je da je 47% potencijalno toksičnih efekata kineske medicine bilo nepoznato ili se u literaturi nije moglo naći.  Stoga se toksikološki problemi povezani sa upotrebom biljnih lekova možda neće lako prepoznati. Dakle, uprkos rastućoj potražnji za biljnim lekovima na tržištu, i dalje postoje zabrinutosti povezane ne samo sa njihovom upotrebom, već i sa njihovom sigurnošću. Manje od 10% biljnih proizvoda na svetskom tržištu je istina standardizovana na poznate aktivne komponente i stroge mere kontrole kvaliteta m oraju uvek marljivo biti poštovane.
Kao  odgovor na zabrinutosti za javno zdravlje, mnoga zvanična medicinska i naučna udruženja,  i istraživači komplementarne i alternativne medicine (TKM) i istraživači komplementarne i alternativne medicine (KAM) visoko podstiču istraživanje koje se fokusira na nedostatke znanja o lekovitim biljkama i njihovim potencijalnim toksičnostima. 

## Priprema
Fu Zi se dobija od bočnog korenja kultivisane vrste Aconitum carmichaeli Debx., višegodišnja zeljasta biljka vrste  Aconitum i porodice Ljutići (lat. Ranunculaceae) iz klase dikotila, procesom dekokcije (iskuvavanje, ukuvavanje, prokuvavanje).  

## Neželjena dejstva i toksičnost
Glavni problem kod primene biljnog leka Fu Zi u kliničkoj praksi je taj što poseduje izrazitu toksičnost,  koja se definiše kao „potencijal supstance da izvrši štetan efekat na ljude ili životinje i opis efekata i uslova ili koncentracije pod kojima se efekat dešava.“ [15
Za toksičnost  biljke Aconitum carmichaelii Debx iz koje se dobija Fu Zi odgovorni su alkaloidi za koje je naučno dokazano analgetsko, diuretsko i protivzapaljenjsko delovanje i dejstvo na srce.
Kardiotoksično i neurotoksično dejstvo pripisuju se diesteru-C19 diterpenskim alkaloidima, kao što su akonitin, mesakonitin i hipakonitin. Akonitin je najtoksičniji od ovih alkaloida sa smrtonosnom dozom od samo 1-5 mg. Strukturu supstance karakteriše  acetilesterska grupa vezana na C8 atom diterpenske strukture i benzoilesterska grupa vezana na C14 atom.

## Karakteristike
Ova lekovita supstanca je poznata po svojim toplim svojstvima i sposobnosti grijanja unutrašnjosti tela. Iako je Fu Zi toksična biljna supstanca, zahvaljujući različitim postupcima obrade  smanjuje se njene toksičnosti, i danas se u TKM vrlo često koristi interno u nekoj od obrađenih formi, odnosno kao biljni lek Aconiti lateralis radix praeparata. 
Naučni dokazi: Dekocija prerađenog Fu Zia  mogla bi ojačati antifatigualnu sposobnost i produžiti vreme preživljavanja miševa na niskim temperaturama, i promovisati imunizaciju kod pacova.
Navodi iz kineske istorisjke literature: Fu Zi je u stanju da ojača  Jang  bubrega,  "jačanjem Čia bubrega" zapisano je u kineskoj istorijskoj literaturi i dokazano u inostranoj kliničkoj praksi.

## Naučni dokazi
Uz pomoć savremenih analitičkih tehnika, npr. HPLC-TOF/MS, naučno je dokazano da tokom obrade molekula akonitina dolazi do hidrolize esterskih grupa nakon čega se akonitin prevodi u monoester i ne-ester-diterpenske alkaloide benzoilakonin i akonin, koji zadržavaju samo mali deo toksičnosti izvornog diester-diterpenskog alkaloida.
Naučno istraživanja potvrđuje tradicionalnu obradu droge Aconiti lateralis radix, ali ukazuju i na to da je potreban paćnja kako bi se izbegla prekomerna obrada i preterana hidroliza benzolakonina u akonin.
Takođe naučno je dokazano da vreme dekokcije ne utiče na smanjenje količine ukupnih
alkaloida, i da se dekokcijom u trajanju od 120 min obavi potpuna detoksifikacija droge.
Također, dokazano je da  toksičnost i dejstvo isu zavisni jedna o druge, i da je nakon 
potpune detoksifikaciji učinak Fu Zia ostao jednak, jer lekovita svojstva leka potiču od akonina, mesakonina i hipakonina.

## Literatura
- Bensky D, Clavey S, Stöger E. Chinese Herbal Medicine: Materia Medica. Seatle, Eastland Press, 2004, str. xiv-xx.
- *Guo P, Brand E, Zhao Z. Chinese medicinal processing: A characteristic aspect of the ethnopharmacology of Traditional Chinese Medicine. U: Ethnopharmacology, Heinrich M, Jager A, urednici.London, John Wiley & Sons, 2015. str. 303-315.
- Jiang X, Huang LF, Wu LB, Wang ZH, Chen SL. UPLC-QTOF/MS analysis of alkaloids intraditional processed Coptis chinensis Franch. EvidBased Complement Alternat Med, 2012, ID 942384.

## Spoljašnje veze
- Sample records for aconitum carmichaeli debx - www.science.gov (језик: енглески)

|  | Molimo Vas, obratite pažnju na važno upozorenje u vezi sa temama iz oblasti medicine (zdravlja). |